# Rynarzewo (stacja kolejowa)
Rynarzewo – nieczynna stacja kolejowa w Zamościu, w województwie kujawsko-pomorskim, w Polsce.